# Aprostocetus flumeneus
Aprostocetus flumeneus är en stekelart som beskrevs av Kostjukov 1995. Aprostocetus flumeneus ingår i släktet Aprostocetus och familjen finglanssteklar. Inga underarter finns listade i Catalogue of Life.